# الأميرة مونونوكي
الأميرة مونونوكي (باليابانية: もののけ姫) فيلم أنمي ياباني من إخراج هاياو ميازاكي ومن إنتاج إستوديو غيبلي صدر بتاريخ 12 يوليو 1997 في اليابان، وبتاريخ 29 أكتوبر 1999 في الولايات المتحدة.
حصل على المركز السادس في قائمة أفضل عشرة أفلام لعام 1999 التي يضعها الناقد السينمائي روجر إيبرت.

## القصة
كانت هنالك قرية صغيرة لا تكاد ترى يعيش فيها أشيتاكا بهدوء ونعيم. وهذه القبليه هي من القبائل التي قام الإمبراطور بنفيها وحكم عليها بنسيان إلى الأبد وبذلك تنفى هذه القبيلة وتختفي عن الأنظار وهكذا لم يعرف الناس بهم ولم يعرفوا قدرهم ومن قوانين هذه القبيلة أن أي شخص لا يمكنه مغادرتها والذي يغادرها لا يعود أبداً. أشيتاكا هو أميرهم وهو يقوم بحمايتهم جميعاً من المصاعب التي تواجههم في أحد الايام بينما كان أشيتاكا في الجوار مع غزاله الأحمر، صدر صوت غريب يشبه جلبه وفجأة يظهر حيوان غريب كبير وبذلك تتغير حياة أشيتاكا للأبد منذ تلك اللحظة.

## الشخصيات
- الأمير اشيتاكا

أقوى محارب وأمير لقرية يعيش فيها مع أخته، كل الناس يحبونه
,هاديء الطباع مستعد لتقديم المساعدة، لا يحب العنف يسعى لتأمين الأمن والسلام
لجميع الناس أهم شخص في الانيمي...بإمكاني القول أن كل الأحداث تثم معه أكثر
من الأميرة مونونوكي، صديقه المفضل ضبيه الذي يمتطيه أينما ذهب اسمه (ياكو)
سلاحه القوس والسهم، يلتقي بالأميرة ويحاول إقناعها بأنها بشر وليست ذئبة، يسعى لحمايتها يهب دائما لإنقاذ حياتها وبسبب مواجهته لإحدى الشياطين ولمسه له
تظهر علامة على يده وتكبر شيئا فشيئا ويده أصبحت أقوى مما كانت عليه.
- الأميرة مونونوكي / سان

فتاة شابة شجاعة لا تعرف الخوف أبدا، عندما كانت صغيرة كانت برفقة
والديها في الغابة التي هي موقع الأحداث هاجمهم مجموعة من الذئاب ففر والديها
هاربين وتركاها وحيدة فأخذها الذئاب معه وقرروا تربيتها بدل أكلها فأصبحت معروفة
بأميرة الذئاب، تكره البشر كثييرا وتسعى للانتقام منهم هي والذئاب لإنقاذ الغابة وبقية
الحيوانات من طمع وجشع البشر لها اسم آخر وهو معروف لدى الحيوانات وهو (سان).
- السيدة إيبوشي

امرأة قوية ومتحضرة زعيمة لمجموعة من البشريعيشون في حصن كبير يسمى (مدينة الحديد) تسعى دائما لصنع الأسلحة أهمها البنادق قوتها في قوة
شخصيتها وعدم خوفهاو تحضرها عدوة (سان) اللذوذة تسعى لقتلها وهي دائما
منتصرة في كل حروبها سواء ضد الحيوانات أو البشر نفسهم هدفها قتل إله الموت
و الحياة عندهم أو روح الغابة لصفقة قد أبرمتها.
- روح الغابة

روح الغابة أو إله الموت والحياة كما يسمونه هو الوحيد القادر على إيقاف الشياطين
وإنقاذ حياة الأخرى ين هدف لإيبوشي تسعى معظم الحيوانات لطلب المساعدة منه
لإنقاذ حياتهم بسب البشر ولكنه غامض لا يظهر كثيرا والطريقة الوحيدة لإظهاره هو
حدوث مشكلة ليتدخل في حلها.....كما من الصورة فهو حيوان يشبه الضبي وهم يسمونه
أيضا (سائر الليل) لأنه عند حلول اليل يتحول إلى مخلوق غامق اللون ضخم
جدا يتجول في الغابة يموت من يلمسه وعند ظهور الشمس يعود كما كان.
- مورو

زعيمة مجموعة الذئاب وأم ل (سان) هي التي ربتها واعتبرتها ابنتها التي
لا تستطيع الاستغناء عنها وهي آخر سلالة للذئاب الضخمة مقارنة بإبنيها فهما
أصغر حجما منها تريد قتل إيبوشي لأن نشاط البشر هو المسؤول عن كون
هذه السلالة أصغر من السلالات السابقة ولاإنقاذ الغابة لأن مخطط إيبوشي
لقتل روح الغابة سيؤدي إلى كارثة بالغابة.
- السيد اكوتو

هو عبارة عن خنزير بري ضخم قائد لقطيع من الخنازير وهو آخر سلالة من الخنازير
البرية الضخمة يريد الانتقام من البشر لأنهم السبب في تقلص حجم الجيل الجديد,
وهو أعمى والسبب الرئيسي لمهاجمته البشر وخصوصا الليدي إبوشي هو تسببها
في تحول (ناغو) أحد الخنازير إلى شيطان من ثم موته.
- ناغو

أحد الخنازير الضخمة وهو إله الحب والكراهية هاجم إبوشي ولكنها تمكنت منه و
بسبب قطعة من الحديد المسموم دخلت جسده من الذي تنتجه إبوشي تحول إلى شيطان, ((صورته عندما تحول إلى شيطان)) يهاجم قرية أشيتاكا ولكنه يتصدى له ويقتله
يتعهد البشر بلعنة سينزلها عليهم وهيشعورهم بالحقد والكراهية ثمنا على ما فعلوه به.
- توكي

أحد المقيمات في حصن إبوشي تظهر كثيرا في الأحداث وهي زوجة كوروكي
الذي على يمينها في الصورة، تحب أشيتاكا وتسعى دائما لمساعدته لإنقاذه حياة زوجها.
- غونزا

زوج إبوشي ويعتبر ذراعها الأيمن حريص عليها يهمه أمره،
دائما معها في كل رحلاتها، أمين أسرارها.
- جيغو

يلتقي بأشيتاكا في إحدى القرى يساعده في مشكلة حصلت معه، وهو الذي
طلب من إبوشي قتل روح الغابة وإعطائه رأسه.
- كايا

أخت أشيتاكا الصغرى تظهر في البداية فقط.
- كوداما

مخلوقات صغيرة شبيهة بالأشباح تعيش في الغابة عند أضخم وأكبر
شجرة تسمى الشجرة الأم، وتعتبر مركز الغابة وموقع الأحداث الرئيسي،
رؤيتهم تدل على الحظ الجيد.
- ياكو

ظبي أشيتاكا. ويعتبر أعز صديق له.

## الأداء الصوتي
الفلم من بطولة كل من:
| الشخصية             | الدبلجة اليابانية | الدبلجة الإنجليزية |
| ------------------- | ----------------- | ------------------ |
| اشيتاكا             | يوجي ماتسودا      | بيلي كرودب         |
| سان                 | يوريكو ايشيدا     | كلير دينس          |
| مورو                | أكيرو ميوا        | جيليان أندرسون     |
| السيدة إيبوشي       | يوكوتاناكا        | ميني درايفر        |
| جيجو بوه            | كوبايشي كاورو     | بيلي بوب ثورنتون   |
| توكي                | سومي شيماموتو     | جادا بينكيت سميث   |
| أوككوتو/أوككوتونوشي | هيسايا موروسيج    | كيت دايفد          |
| غونزا               | تسينيكو كاميجو    | جون دي ماجيو       |
| كوروكو              | مسايكو نيشيمورا   | جون ديميتا         |
| كايا                | يوريكو ايشيدا     | تارا سترونج        |

## استيحاء التضاريس

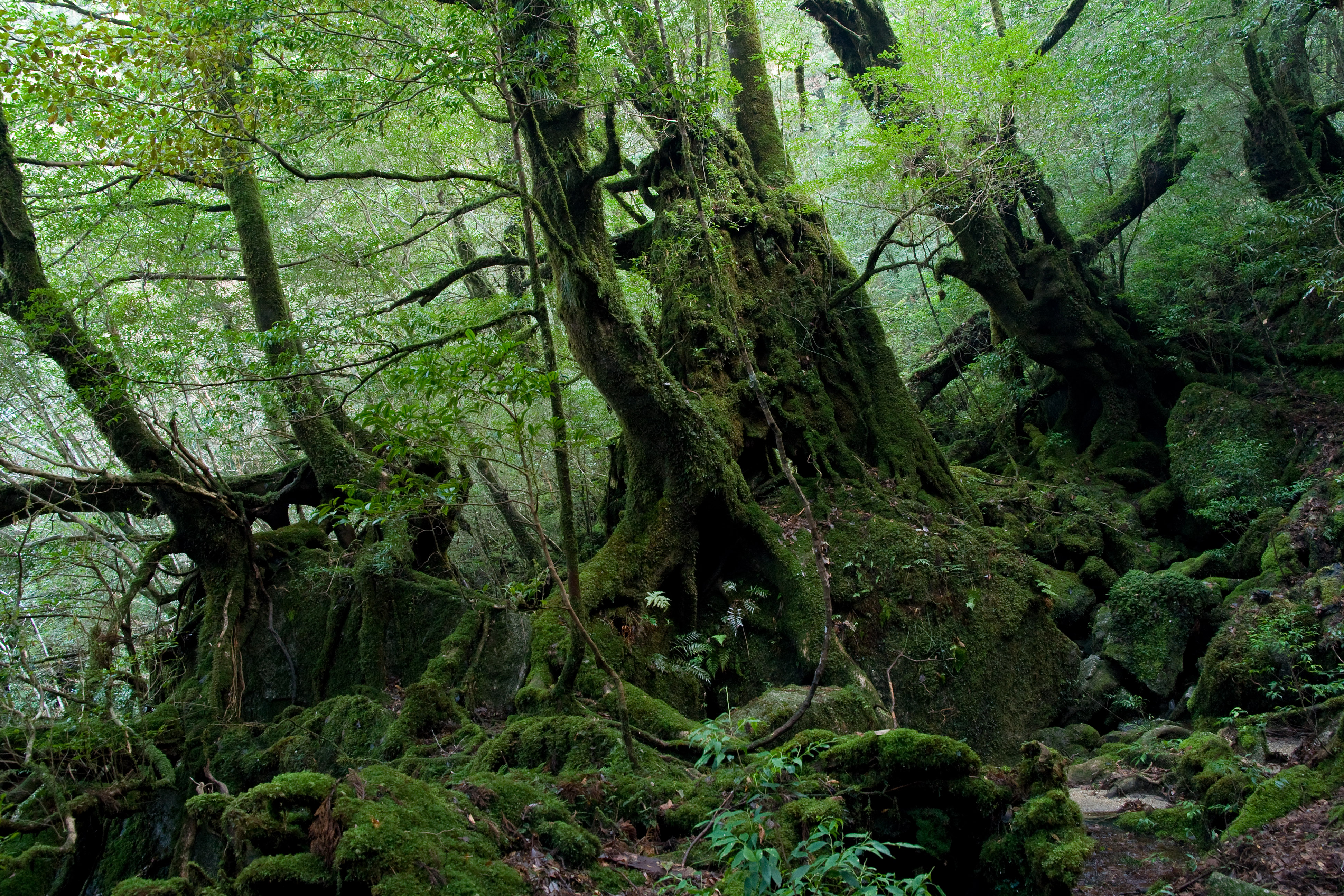
الغابة القديمة لجزيرة ياكوشيما

يعتقد أن التضاريس التي تظهر في الأميرة مونونوكي هي مأخوذة من الغابات القديمة ياكوشيما في كيوشو، أما الجبال فتمثل شيراكامي-سانتشي في شمال جزيرة هونشو.

## وصلات خارجية
- الأميرة مونونوكي الموقع الرسمي
- الأميرة مونونوكي على موقع IMDb (الإنجليزية)
- الأميرة مونونوكي على موقع ميتاكريتيك (الإنجليزية)
- الأميرة مونونوكي على موقع الموسوعة البريطانية (الإنجليزية)
- الأميرة مونونوكي على موقع روتن توميتوز (الإنجليزية)
- الأميرة مونونوكي على موقع نتفليكس (الإنجليزية)
- الأميرة مونونوكي على موقع ألو سيني (الفرنسية)
- الأميرة مونونوكي على موقع Turner Classic Movies (الإنجليزية)
- الأميرة مونونوكي على موقع أول موفي (الإنجليزية)
- الأميرة مونونوكي على موقع بوكس أوفيس موجو (الإنجليزية)
- الأميرة مونونوكي على موقع فيلمافينيتي (الإسبانية)
- صفحة الأميرة مونونوكي في موقع Nausicaa.net